# Kruipganzerik
De kruipganzerik (Potentilla anglica) is een vaste plant uit de rozenfamilie (Rosaceae). De soort staat op de Nederlandse Rode lijst van planten als algemeen voorkomend en stabiel of toegenomen. In Vlaanderen is ze vrij algemeen en in Wallonië zeldzaam. Van nature komt de soort voor in West- en Midden-Europa en van daaruit vond verspreiding plaats naar Noord-Amerika en Nieuw-Zeeland. Kruipganzerik is een kruising van vijfvingerkruid met tormentil. Het aantal chromosomen is 2n = 56.
De plant wordt 10 - 20 cm hoog en vormt 20 - 70 cm lange, behaarde, liggende stengels, die op de knopen wortels vormen. De plant vormt een 1 cm dik rizoom. De handvormig samengestelde wortelbladeren zijn meestal vijftallig, maar kunnen ook drietallig zijn. De tot 4 cm lange, omgekeerd-eironde blaadjes hebben 4 - 7 tanden. De middelste tand van het eindblaadje steekt niet buiten de naburige uit. De kort (1 - 2 cm) gesteelde stengelbladeren hebben kleine steelblaadjes. Die van de onderste stengelbladeren zijn tweespletig gevingerd.
De kruipganzerik bloeit van juni tot in augustus met goudgele, 14 - 18 mm grote bloemen. De bloem heeft vier of vijf kroonbladen, die twee keer zo lang zijn als de kelkbladen. Aan de voet van de kroonbladeren zit een oranje vlek. Een bloem vormt 20 - 50 vruchtjes, die een schijnvrucht vormen.
De vrucht is een schijnvrucht met nootjes.
De plant komt voor op vrij natte tot vochtige  grond langs sloten en bospaden, in grasland en op dijken.